# Pierre Aubé
Pierre Aubé (ur. 23 lutego 1944) – francuski historyk, specjalizujący się w mediewistyce. Zajmuje się historią średniowiecza okresu wypraw krzyżowych.

## Życiorys
Urodził się 23 lutego 1944 roku. W 1988 roku został profesorem historii na Université de Rouen. Jest członkiem Akademii Francuskiej i w 2004 roku otrzymał od niej nagrodę biograficzną, za książkę o Bernardzie z Clairvaux. Członek Société de l’histoire de France.

## Wybrane publikacje
- Baudouin IV de Jérusalem. Le roi lépreux, 1981.
- Les Empires normands d’Orient, XIe-XIIIe siècles, 1983.
- Godefroy de Bouillon, 1985.
- Thomas Becket, 1988.
- Jérusalem 1099, 1999.
- Roger II de Sicile. Un Normand en Méditerranée, 2001.
- Éloge du mouton, Actes Sud, 2001.
- Saint Bernard de Clairvaux, 2003.
- Un croisé contre Saladin. Renaud de Châtillon, 2007.

## Publikacje w języku polskim
Lista:
- Roger II. Twórca państwa Normanów włoskich, przeł. Beata Biały, Warszawa: Państwowy Instytutu Wydawniczy 2012.
- Św. Bernard z Clairvaux, tłum. Łukasz Maślanka, Warszawa: Państwowy Instytutu Wydawniczy 2019.